# J/80

J/80 är en segelbåt byggd av J-Boats i USA. Båten är en entypsbåt, vilket innebär att kappseglingstävlingar sker enligt väl definierade klassregler just för denna båttyp. 
En J/80 båt är 8 meter lång och 2,51 meter bred. Deplacementet är 1 320 kg.